# السخينات
السخينات هي مدينة مغربية، شرق مدينة فاس. تنتمي السخينات إلى ولاية فاس قرب سيدي حرازم، وتضم 3.317 نسمة (إحصاء 2004)